# 土龙木省
土龙木省（越南语：／），是1888年至1976年间位于越南东南部的省份，今属平阳省，省莅在平田总富强社的土龙木。历史上越文汉喃字多表记为「守油蔑」、「守油沒」、「首油沒」、「守酉沒」等。

## 历史
1871年6月7日，法属交趾支那政府废除阮朝设置的各省府县，划分全境为18个参办辖，下辖各总。土龙木辖主要包括原边和省福隆府平安县全部6个总和义安县1个总、福平县1个总和嘉定省新平府平隆县1个总，外加新设1个总，总计10个总：平正总、平田总、平土总、广利总、平林总、久安总（原平安县辖）；平善总（原义安县辖）；、平山总（原福平县辖）；平盛上总（原平隆县辖）；盛安总（新设）。平林总后更名为平兴总，平山总更名为明义总。
1899年12月20日，法属印度支那总督保罗·杜美签署法令，将法属交趾支那各参办辖的通名变更为“省”。土龙木辖随之改称土龙木省。
第二次世界大战结束后，越南形成南北独立的局势。1951年，越南民主共和国将土龙木省和边和省合并为守边省。同时期，越南国则维持土龙木省建制。1954年，南北分治，土龙木省隶属南方的越南国管辖。
1956年10月22日，越南共和国政府颁布第142号总统敕令（143-NV），重新划分南越行政区划，土龙木省更名为平阳省，同时析置福隆省和平隆省。
与此同时，与越南共和国对立的越南南方民族解放阵线和越南南方共和国临时革命政府仍继续设置土龙木省建制。1976年，土龙木省和平福省合并为小江省。